# Folies Bergère

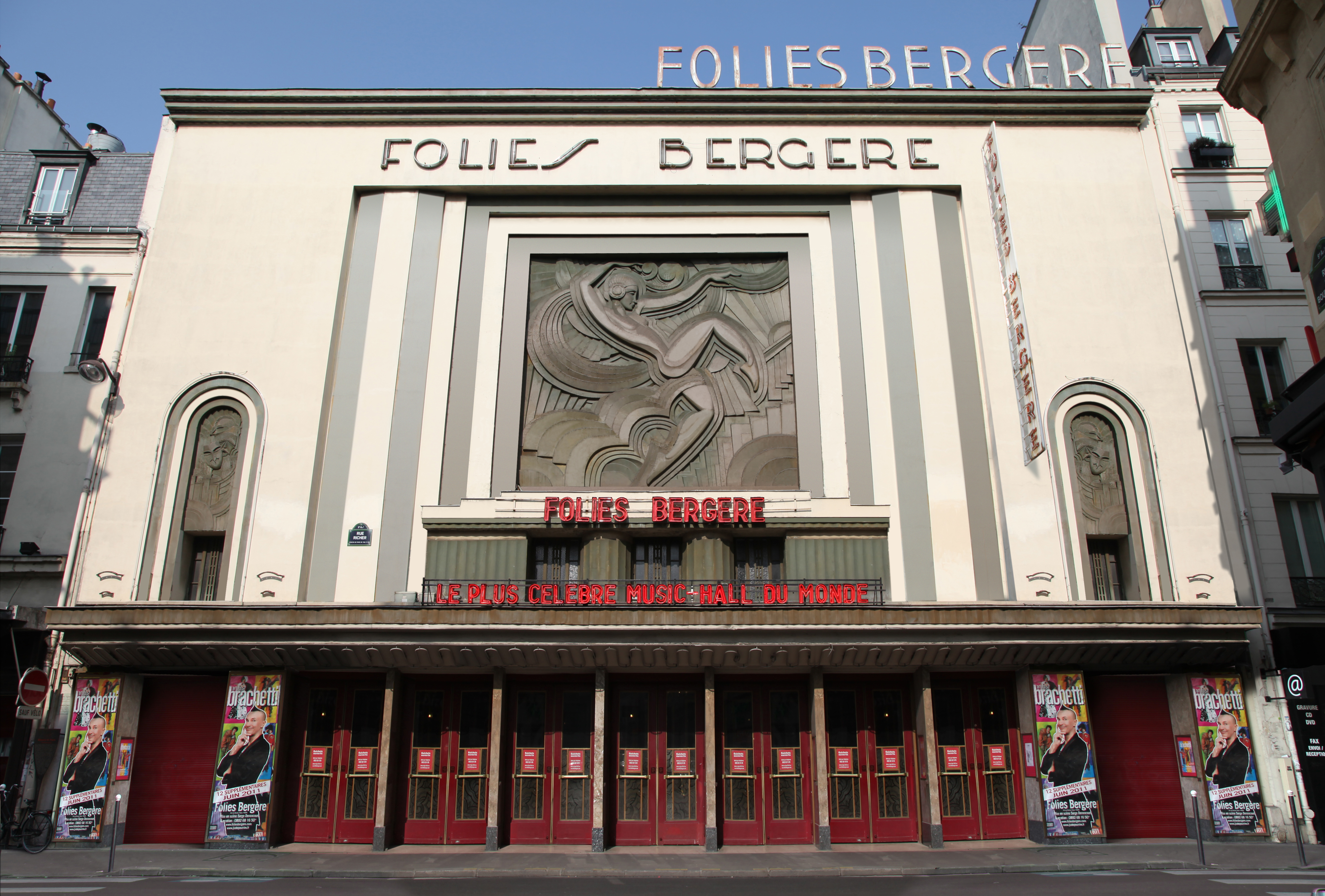
Fachada del Folies Bergère en 2011

El Folies Bergère es un cabaré de París.

## Historia y descripción
Ubicado en la calle Richer número 32, en el noveno distrito de París, fue construido como un teatro de ópera por el arquitecto Plumeret. Abrió sus puertas el 2 de mayo de 1869 con el nombre de Folies Trévise (por la cercana calle Trévise), incluyendo operetas, ópera cómica, música popular y acrobacias. 
Cambió su nombre el 13 de septiembre de 1872 debido a las quejas del duque de Trévise, que no quería ver su nombre asociado a una sala de espectáculos. Para evitar estos problemas se eligió el nombre Bergère ("pastora"), también de una calle cercana, que no era un apellido. De esta forma, el nombre podría traducirse como Locuras de las pastoras.

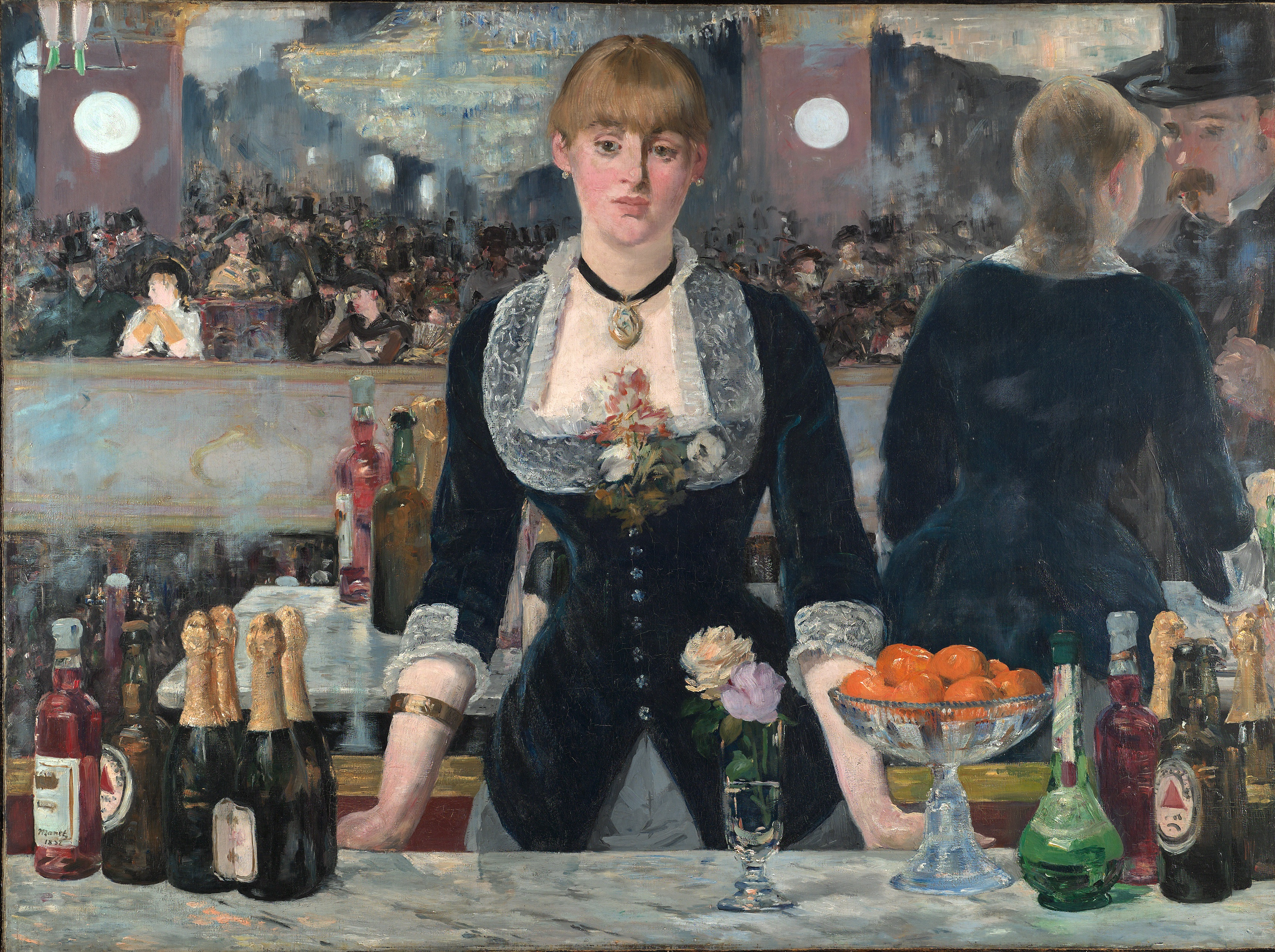
El bar del Folies Bergère, pintura de Édouard Manet (1881-1882).

La fachada original data de los años 1930 y pertenece al estilo art déco. 
Sus espectáculos incluían tableaux vivants y decorados muy complejos que, con frecuencia, eran en trampantojo. Fue la competencia del Moulin Rouge e inspiró a empresarios de otros países, como a Florenz Ziegfeld (Ziegfeld Follies) en Estados Unidos.
Tuvo su mayor esplendor entre las décadas de 1890 y 1930. A finales del siglo XX, como consecuencia de la relativa desafección del público por los espectáculos de revista, el teatro pasó a ser utilizado para comedias musicales, actuaciones y de grupos de baile.

## Artistas famosos
Entre los artistas que se presentaron en el Folies Bergère se puede contar a Joséphine Baker, bailarina y cantante afrodescendiente expatriada, que, en 1925, hizo trasnochar al auditorio bailando con tan solo una pequeña falda hecha de plátanos de tela. 

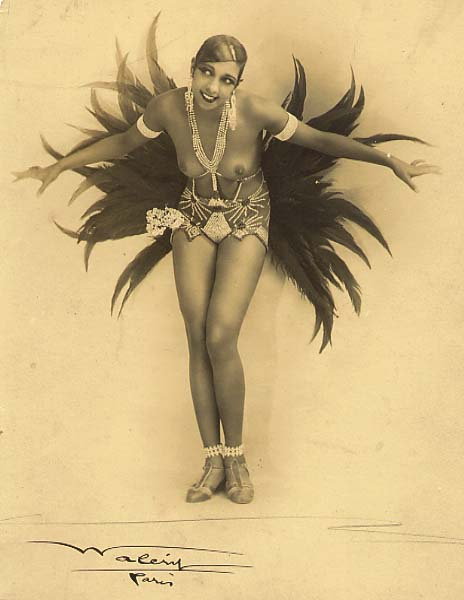
Joséphine Baker.

Además actuaron allí artistas como Sidney Bechet, clarinetista de jazz estadounidense; La Bella Otero, bailarina y cantante española; Bellydance Superstars, bailarinas de la danza del vientre; Charlie Chaplin, actor británico; Maurice Chevalier, actor y cantante; Colette, actriz; Damia, cantante; Norma Duval, vedette; Fernandel, actor y cantante; W. C. Fields, actor cómico; Loïe Fuller, bailarina; Jean Gabin, actor y cantante; Grock, payaso; y Stan Laurel, actor.
También se puede mencionar a Claudine Longet, cantante; Jean Marais, actor, Mata Hari, bailarina de estriptis,
Cléo de Mérode, bailarina; Mistinguett, vedette; Rita Montaner, vedette y actriz cubana; Yves Montand, cantante y actor; Édith Piaf, cantante; Liane de Pougy, bailarina; Yvonne Printemps, cantante y actriz; Jean Sablon, cantante; Frank Sinatra, cantante y actor; y Charles Trenet, cantautor.